# Laridae
Laridae este o familie de păsări din ordinul Charadriiformes, cunoscute sub numele familiar de pescăruși. Aceasta include aproximativ 100 de specii împărțite în 22 de genuri. 

## Taxonomie
Familia Laridae a fost introdusă (ca Laridia) de către polimatul francez Constantine Samuel Rafinesque în 1815. Din punct de vedere istoric, Laridae a fost limitată la pescăruși, în timp ce rândunelele de mare au fost plasate într-o familie separată, Sternidae, iar forfecarii într-o a treia familie, Rynchopidae.
Un studiu filogenetic molecular realizat de Baker și colegii săi, publicat în 2007, a constatat că păsările din genul Anous formau un grup soră cu o cladă care conține pescărușii, forfecarii și alte rândunele. Pentru a crea un grup de familii monofiletic, Laridae a fost extins pentru a include genurile care au fost anterior în Sternidae și Rynchopidae.

### Lista genurilor și speciilor
Genul Larus

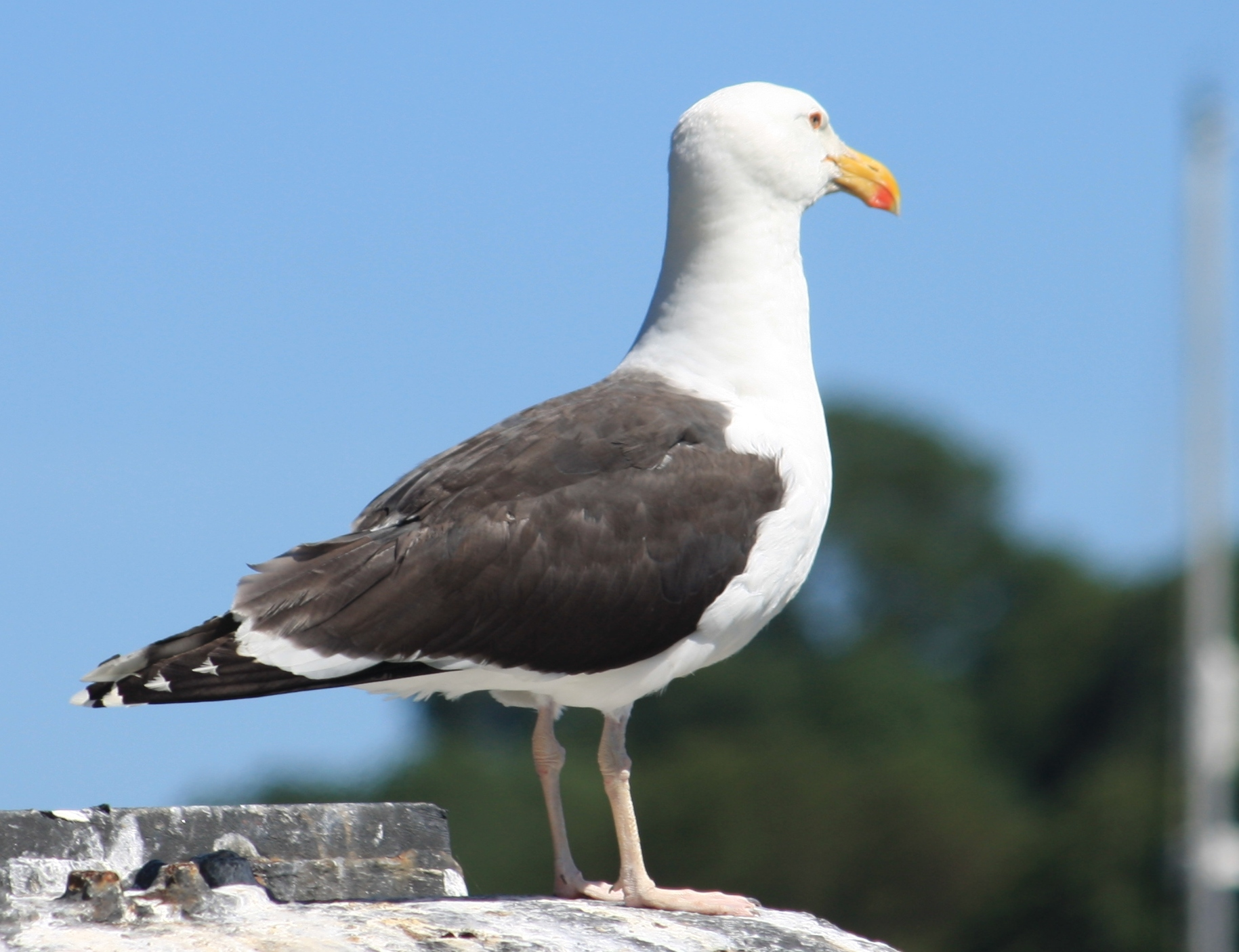
Pescăruș negru (Larus marinus)

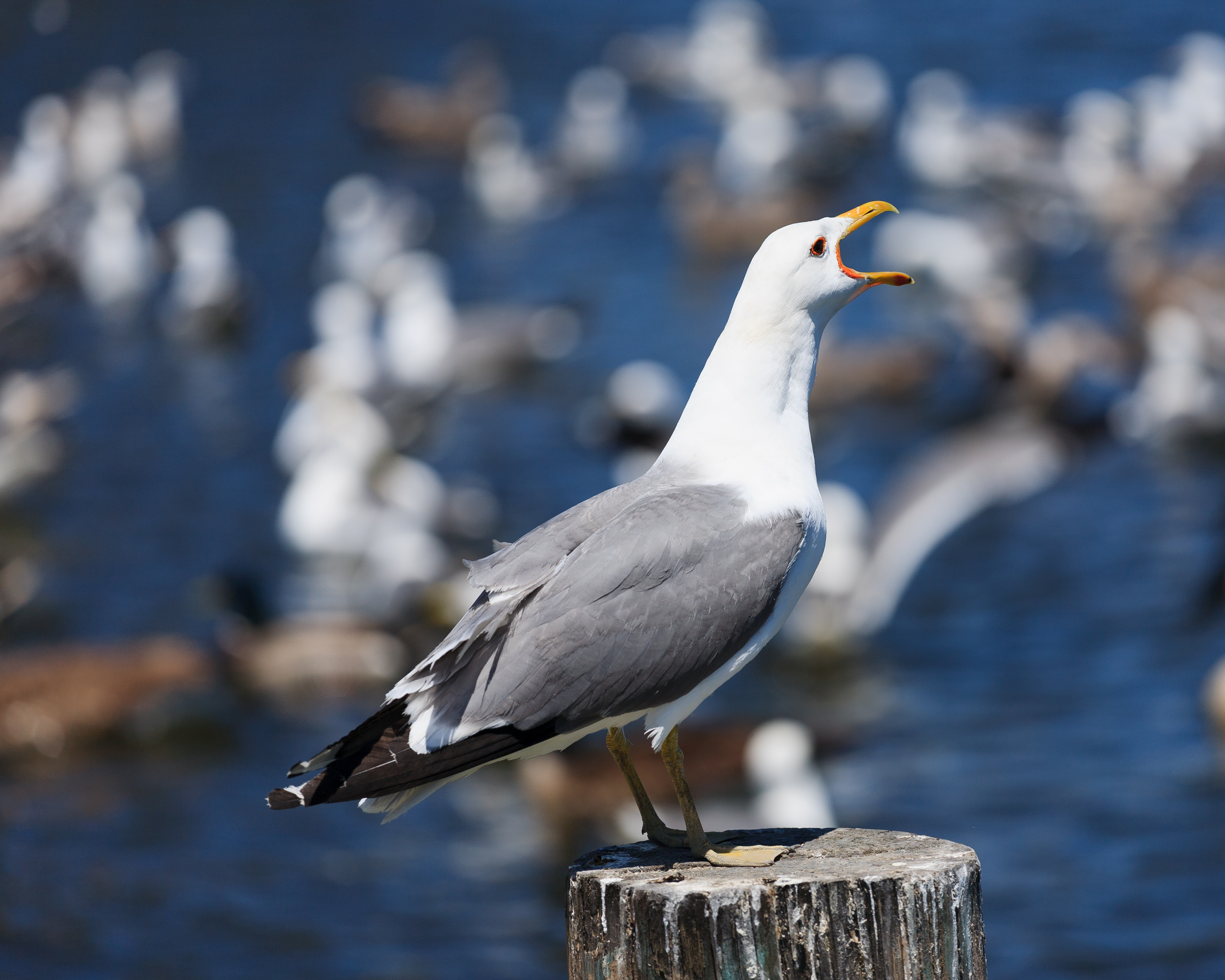
Larus californicus

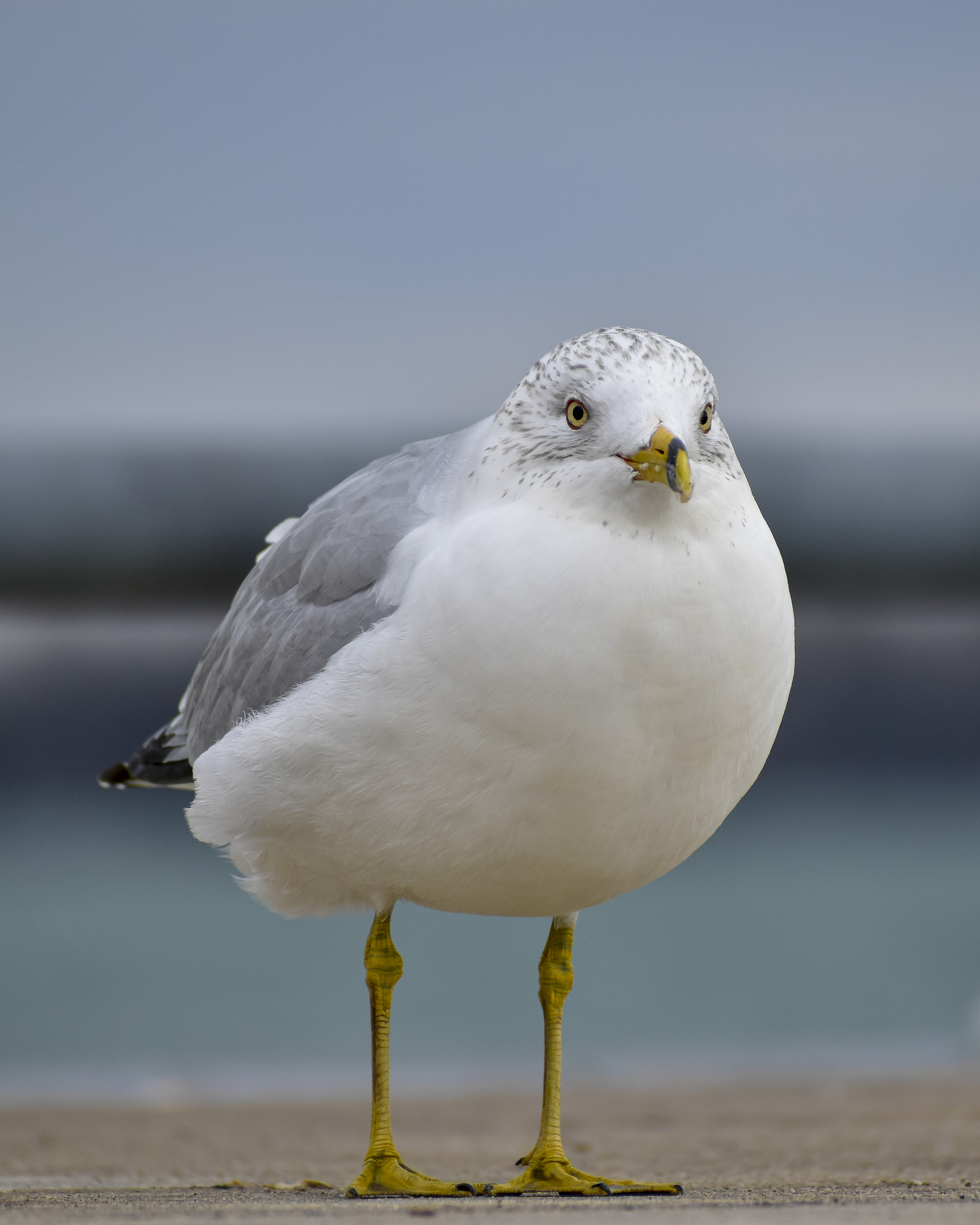
Pescăruș sur mare (Larus delawarensis)

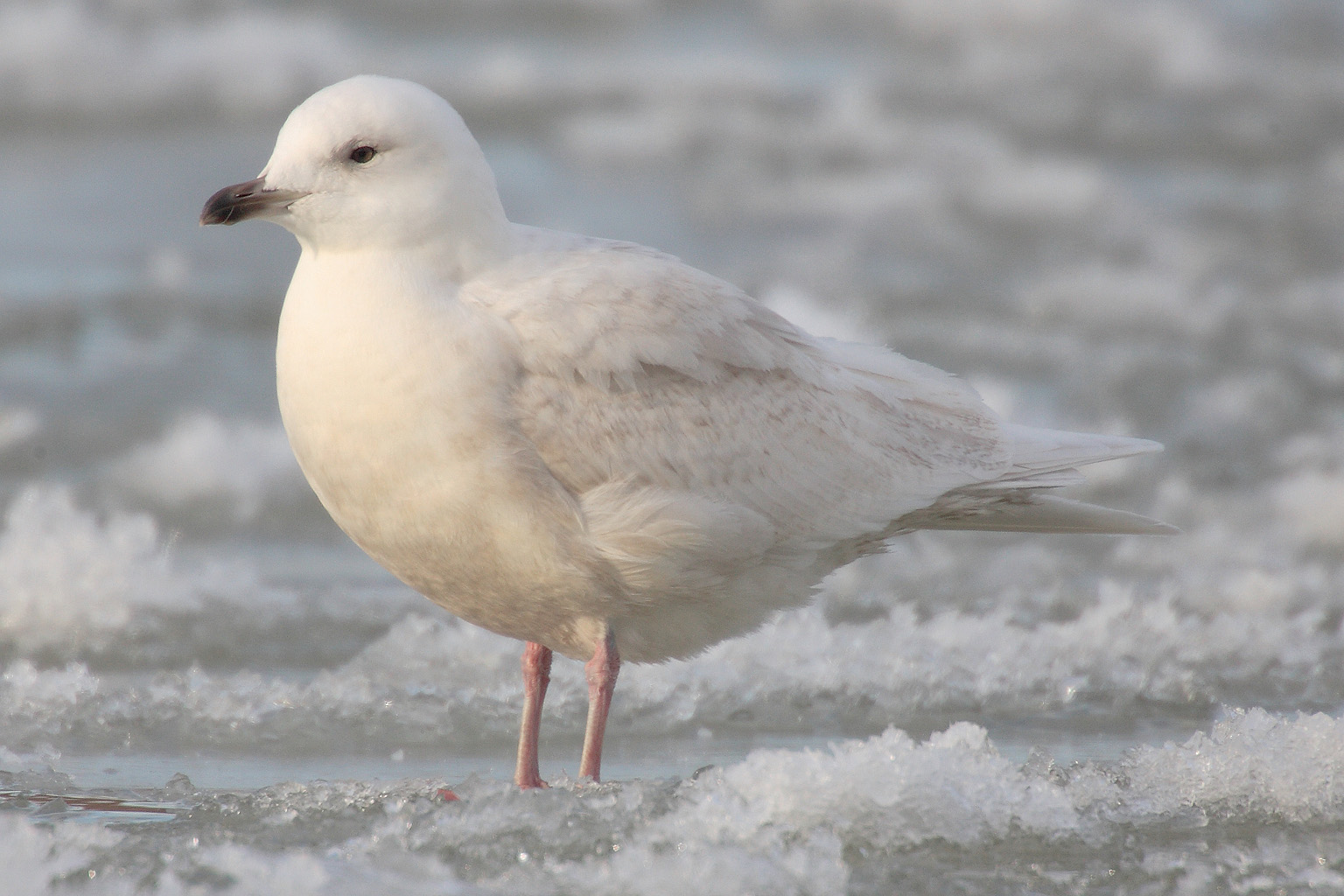
Pescăruș cu aripi albe (Larus glaucoides)

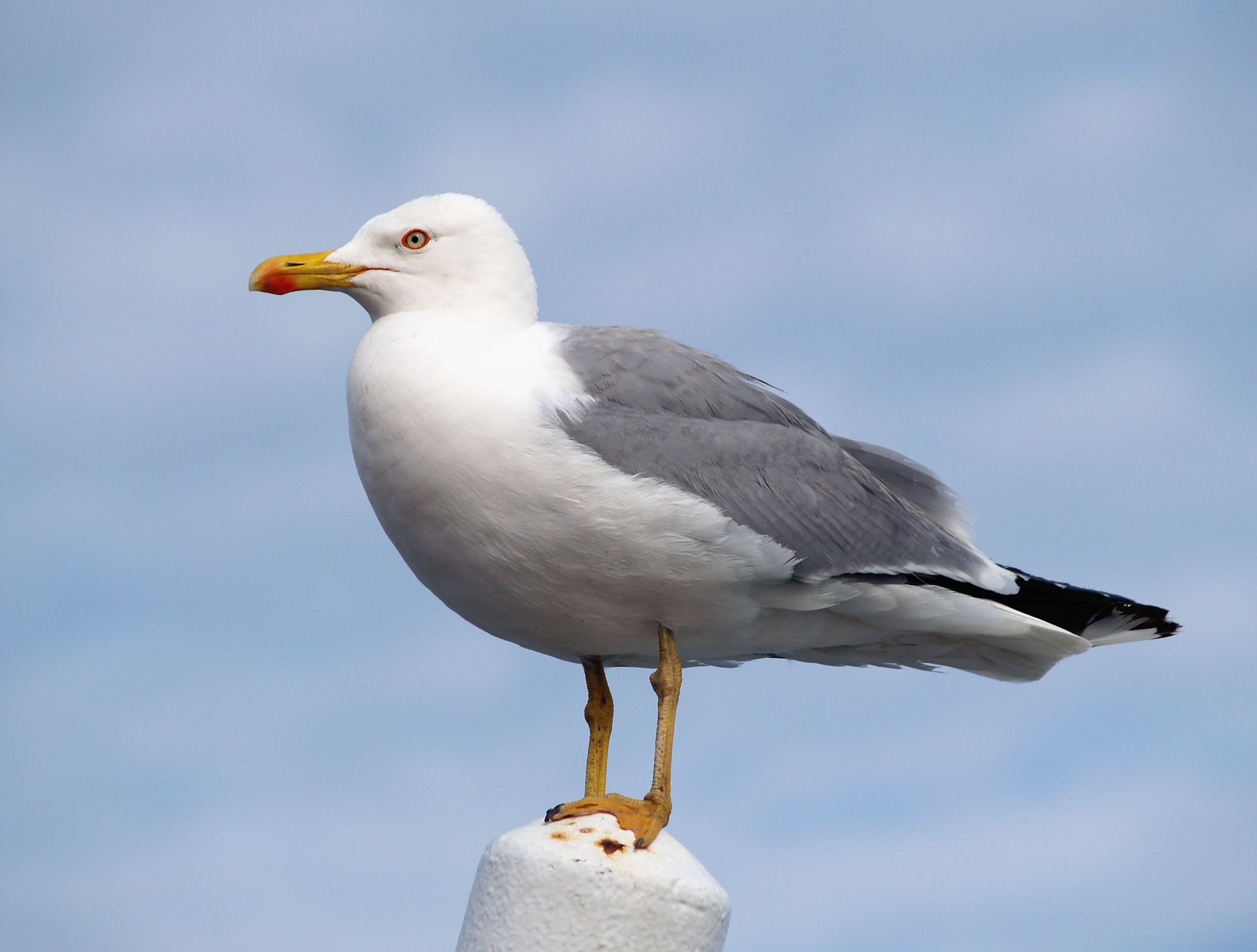
Pescăruș cu picioare galbene (Larus michahellis)

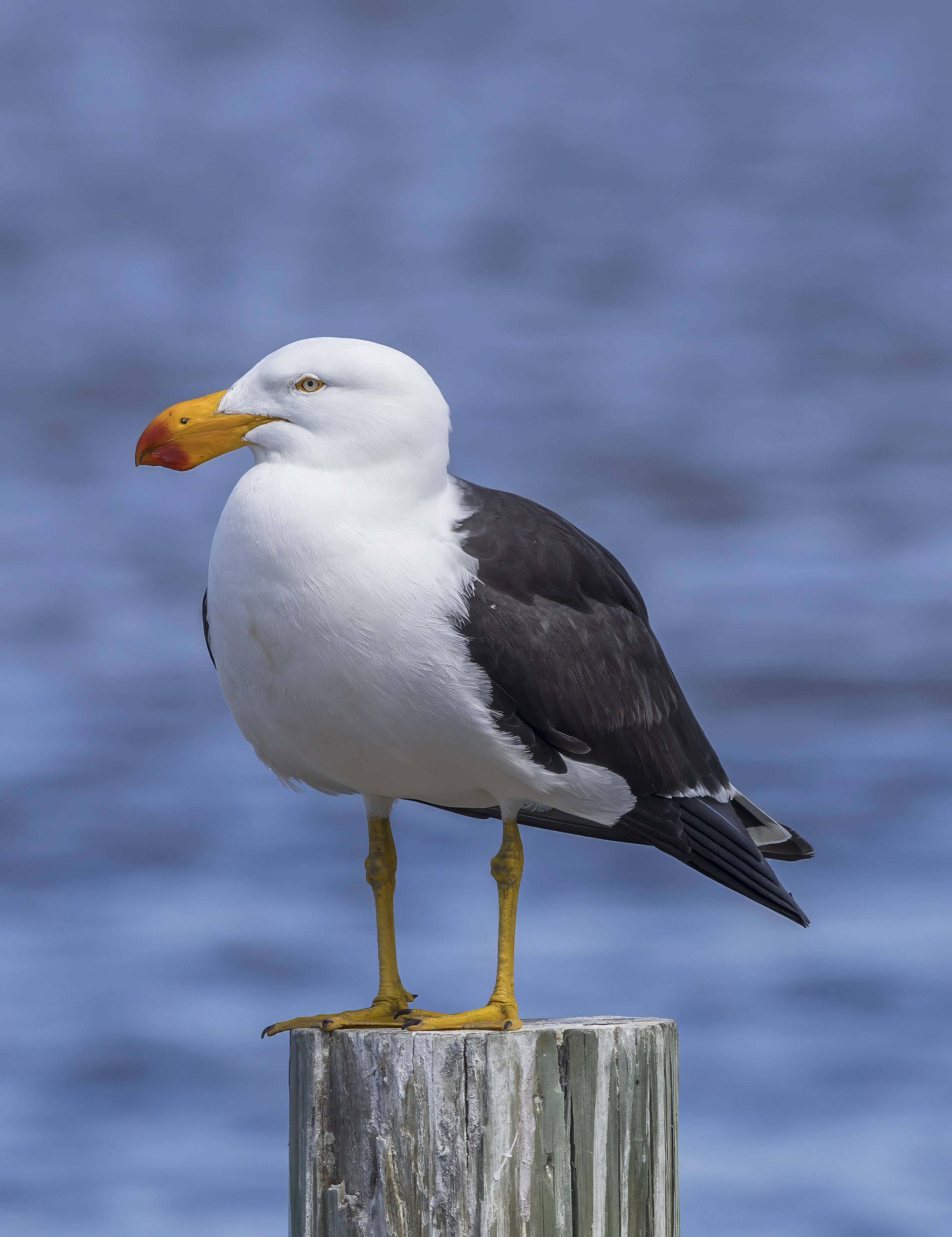
Pescăruș de Pacific (Larus pacificus)

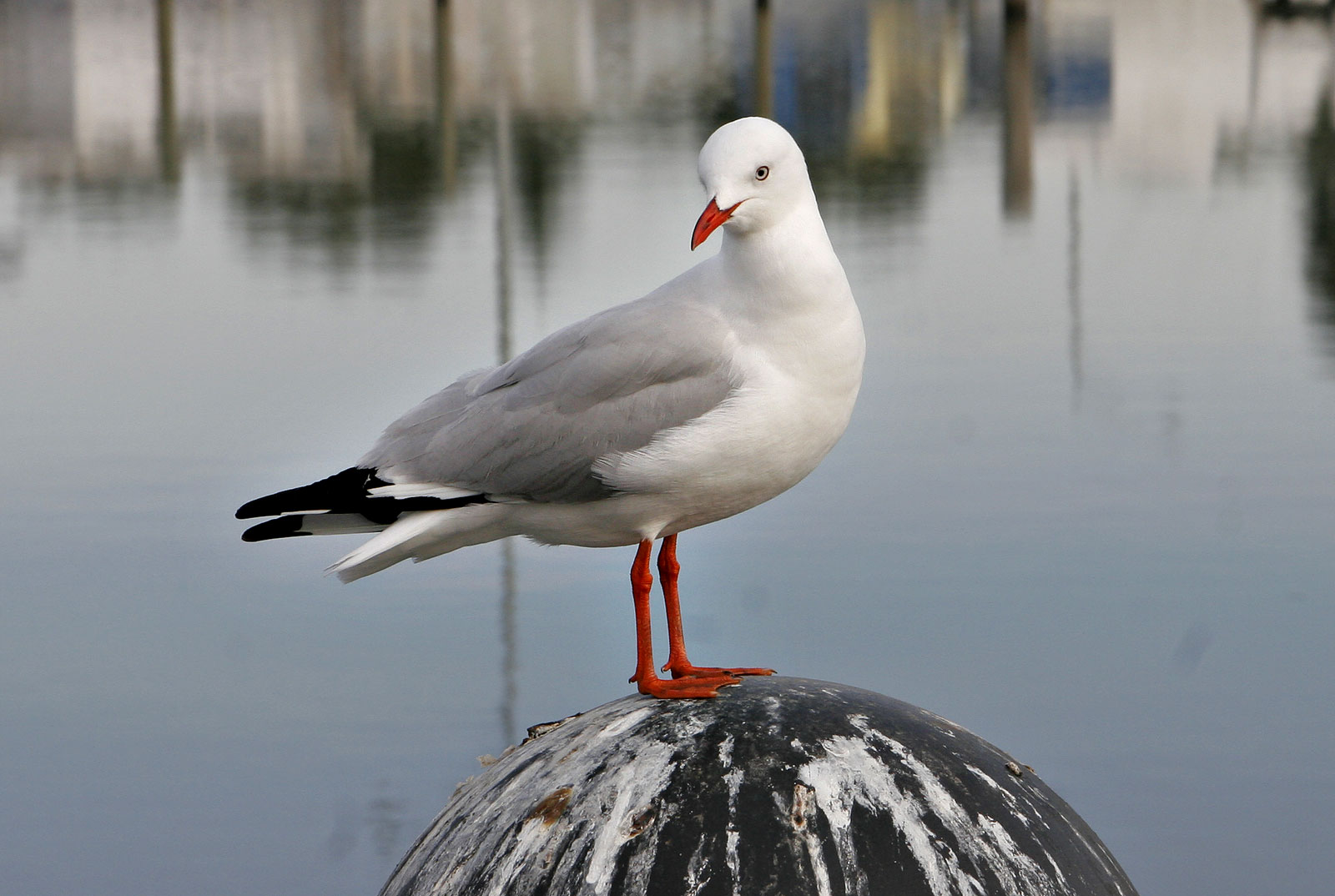
Chroicocephalus novaehollandiae

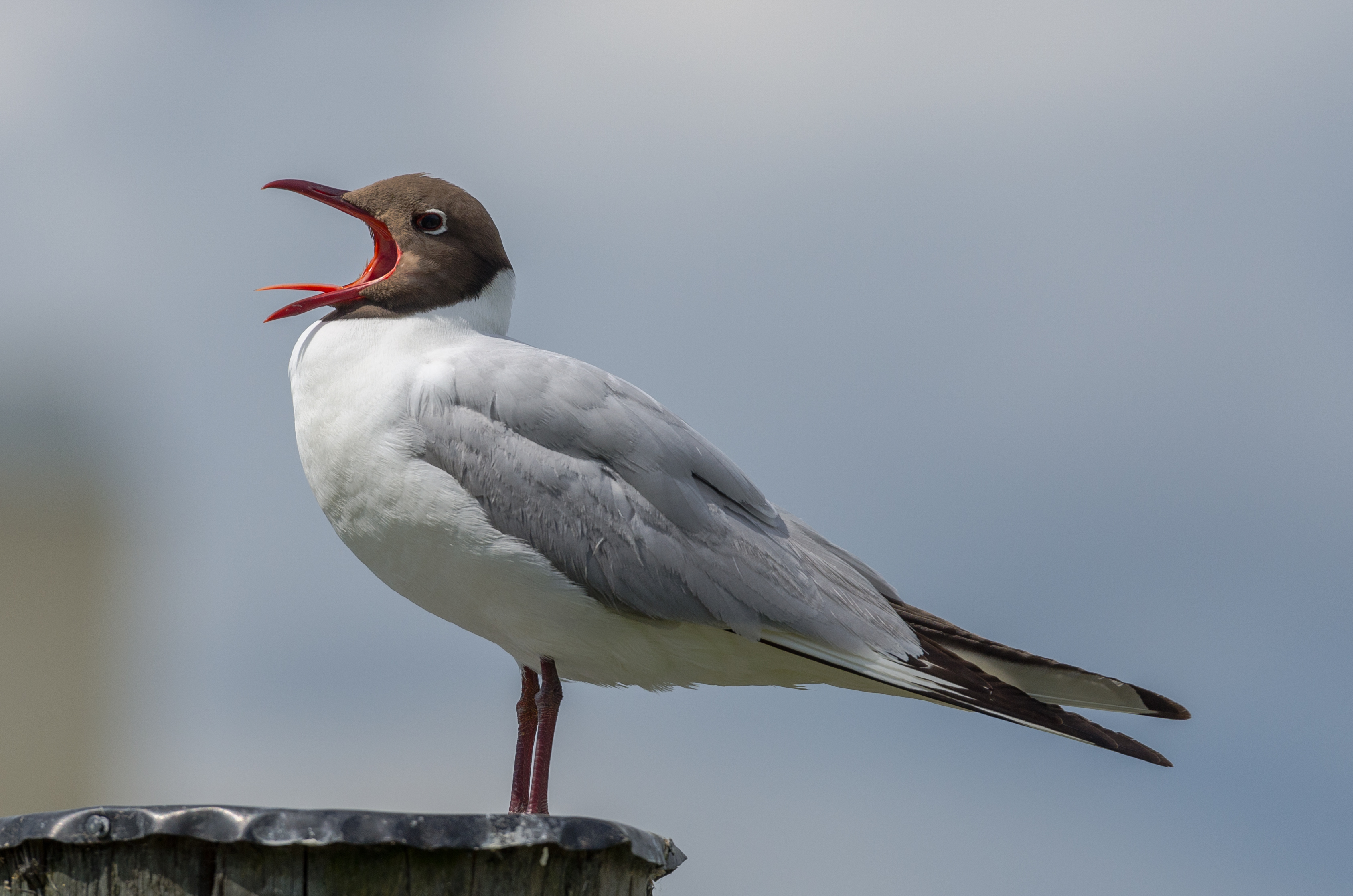
Pescăruș cu cap negru (Chroicocephalus ridibundus

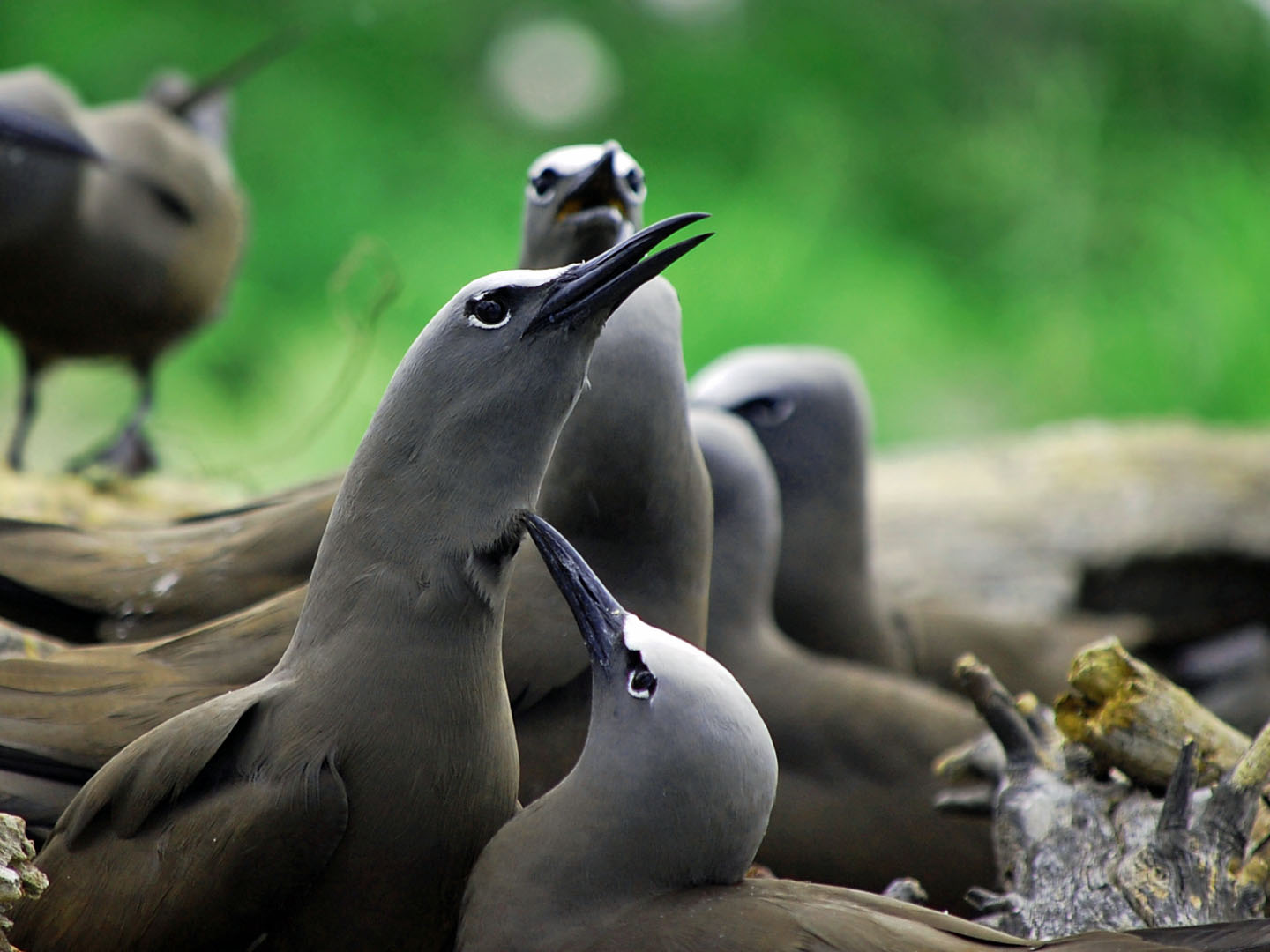
Anous stolidus

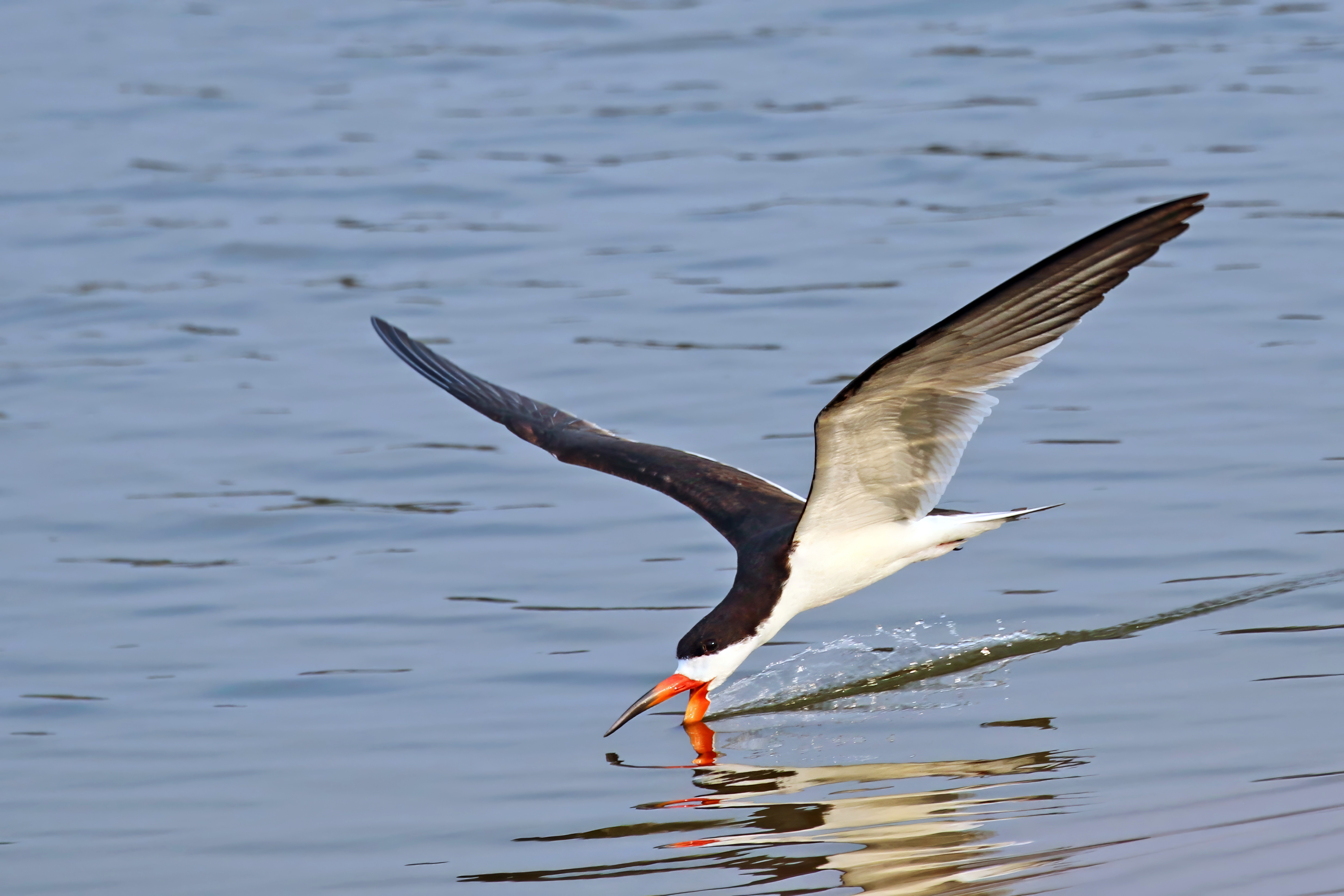
Rynchops niger

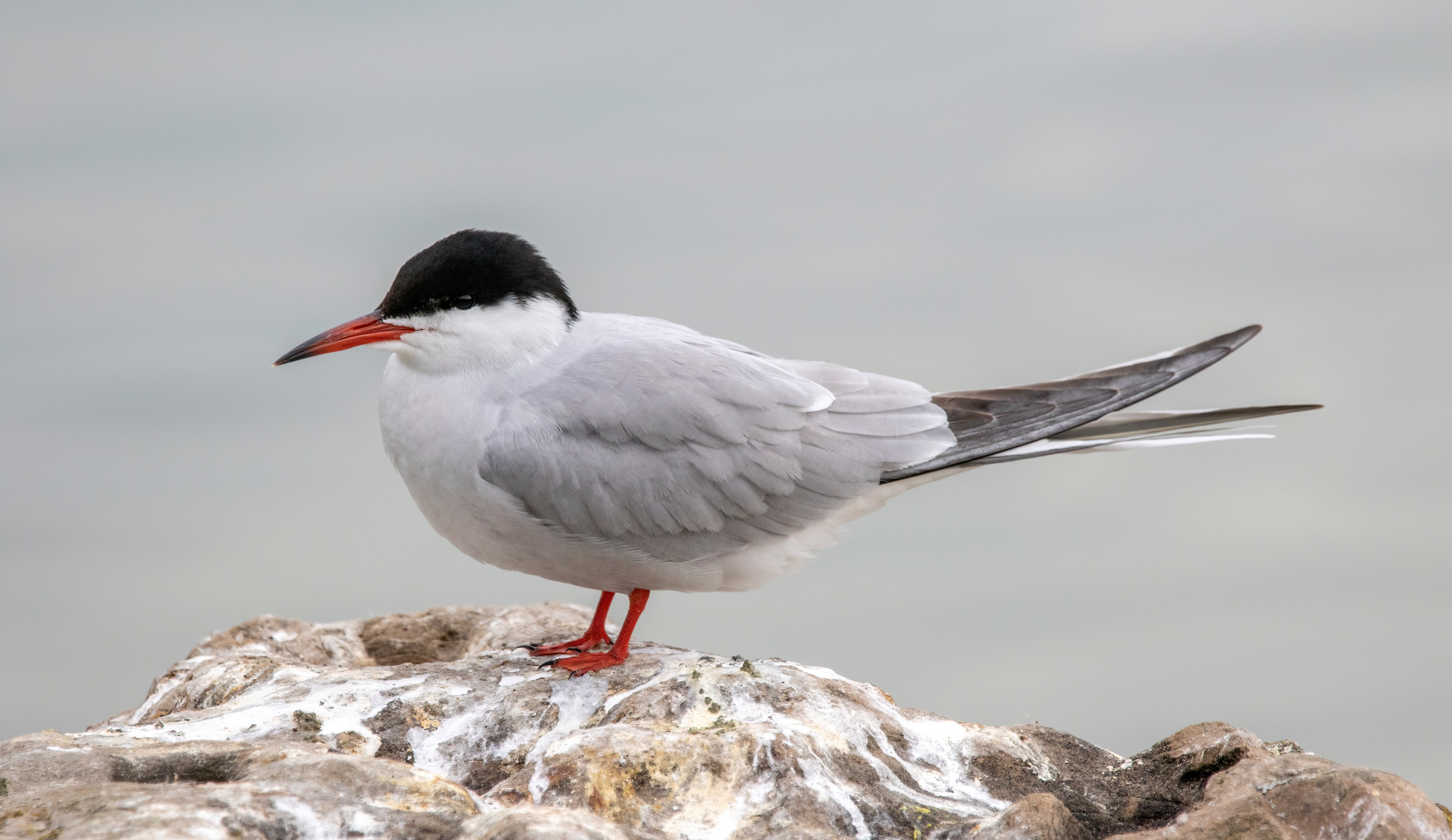
Sterna hirundo

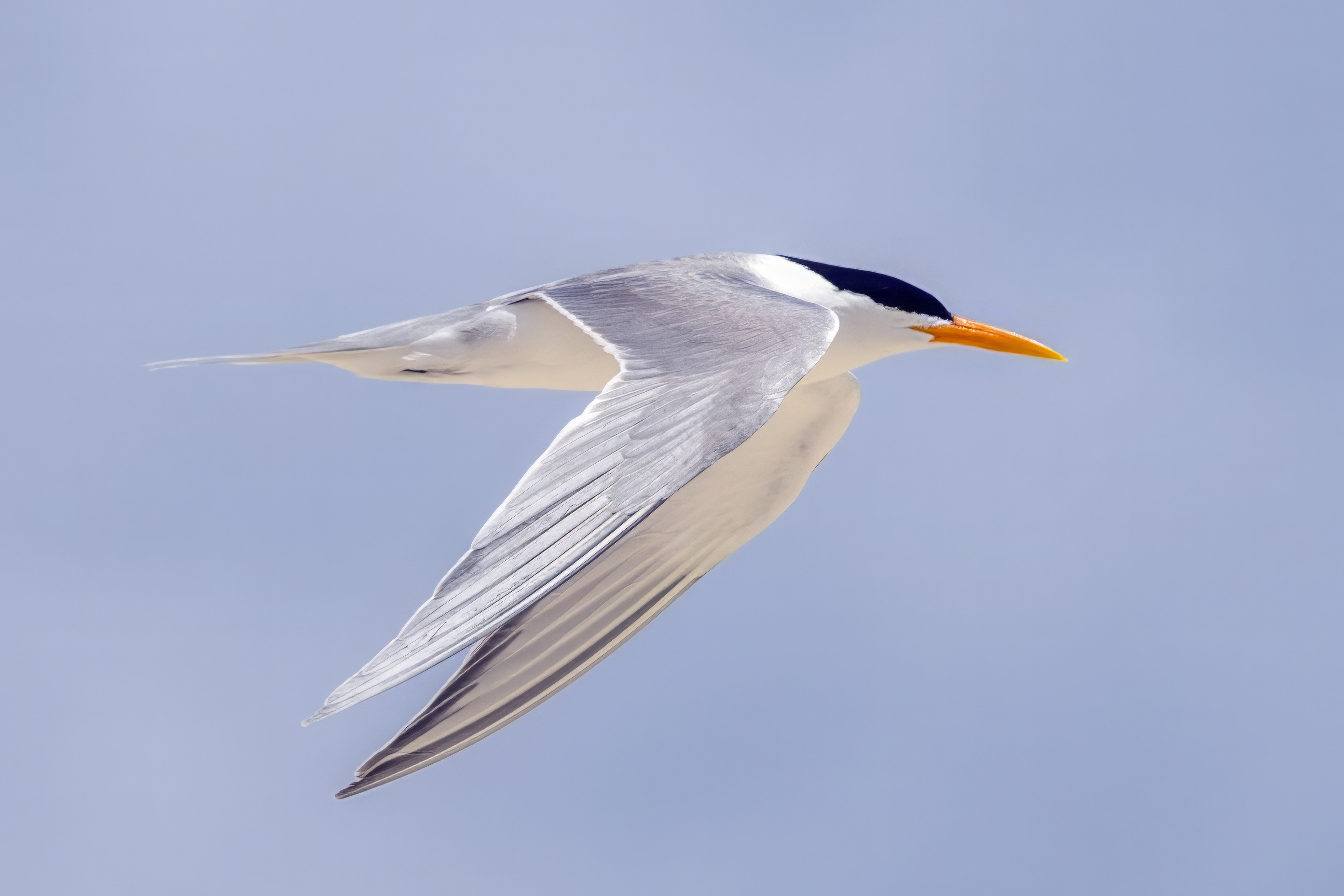
Thalasseus bengalensis

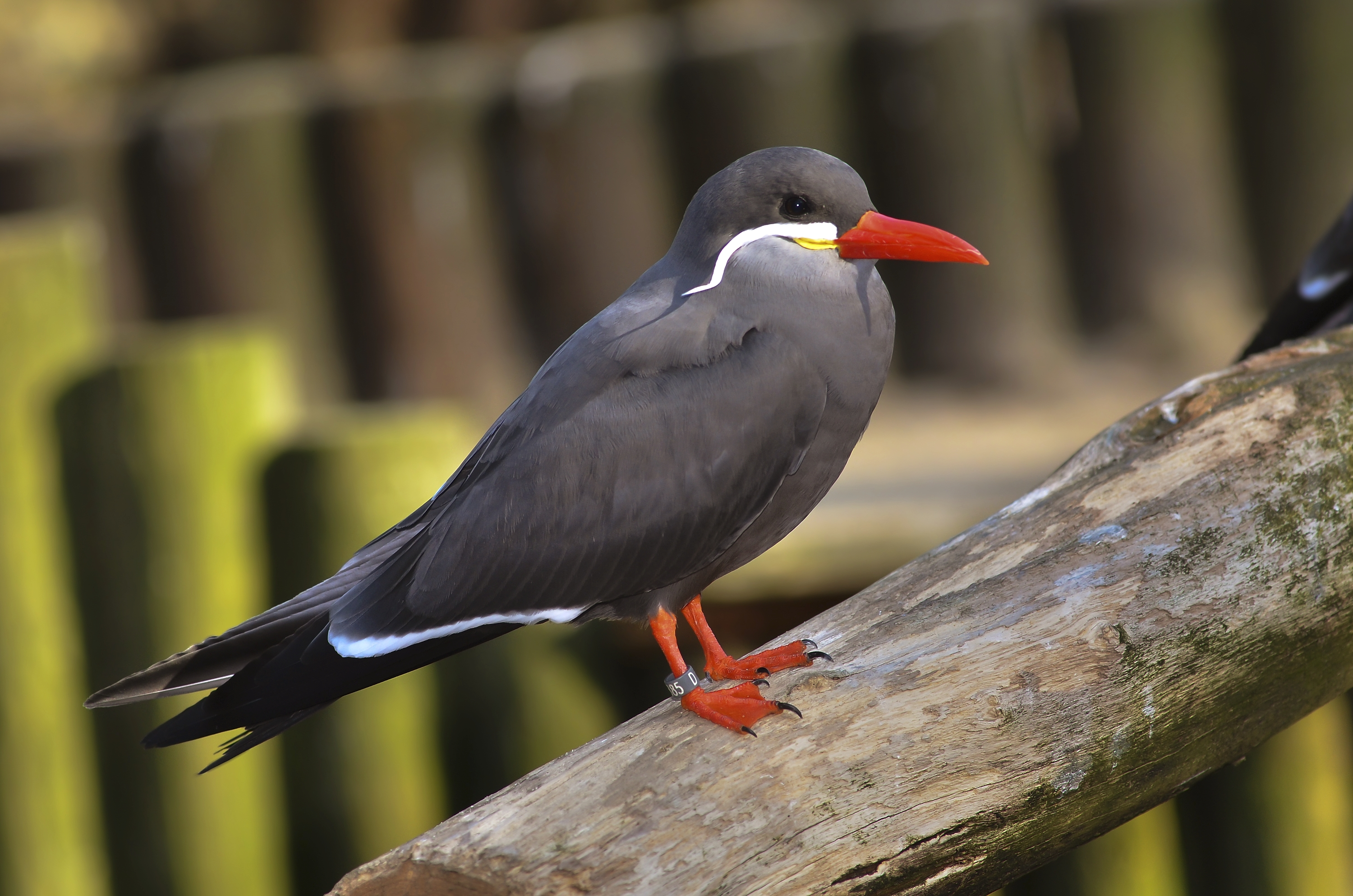
Larosterna inca

- Larus pacificus – pescăruș de Pacific
- Larus belcheri – pescăruș mic cu spate negru
- Larus atlanticus – pescăruș argentinian
- Larus crassirostris – pescăruș cu coadă neagră
- Larus heermanni – pescărușul lui Heermann
- Larus canus – pescăruș sur
- Larus brachyrhynchus – pescăruș cu cioc scurt
- Larus delawarensis – pescăruș sur mare
- Larus californicus
- Larus marinus – pescăruș negru
- Larus dominicanus – pescăruș sudic
- Larus glaucescens
- Larus occidentalis – pescăruș vestic
- Larus livens
- Larus hyperboreus – pescăruș de ghețuri
- Larus glaucoides – pescăruș cu aripi albe
- Larus argentatus – pescăruș argintiu
- Larus smithsonianus – pescăruș argintiu american
- Larus cachinnans – pescăruș râzător
- Larus michahellis – pescăruș cu picioare galbene
- Larus vegae
- Larus armenicus – pescăruș armenian
- Larus schistisagus
- Larus fuscus – pescăruș negricios

Genul Ichthyaetus
- Ichthyaetus leucophthalmus – pescăruș cu ochelari
- Ichthyaetus hemprichii – pescăruș brun
- Ichthyaetus ichthyaetus – pescăruș asiatic
- Ichthyaetus audouinii – pescăruș mediteranean
- Ichthyaetus melanocephalus – pescăruș cu cap negru
- Ichthyaetus relictus

Genul Leucophaeus
- Leucophaeus scoresbii
- Leucophaeus atricilla – pescăruș râzător american
- Leucophaeus pipixcan – pescărușul lui Franklin
- Leucophaeus fuliginosus
- Leucophaeus modestus

Genul Chroicocephalus
- Chroicocephalus novaehollandiae
- Chroicocephalus utunui (extinct)
- Chroicocephalus hartlaubii
- Chroicocephalus maculipennis
- Chroicocephalus cirrocephalus – pescăruș cu cap sur
- Chroicocephalus serranus
- Chroicocephalus bulleri
- Chroicocephalus brunnicephalus – pescăruș cu cap brun
- Chroicocephalus ridibundus – pescăruș râzător
- Chroicocephalus genei – pescăruș rozalb
- Chroicocephalus philadelphia – pescăruș cu cioc negru

Genul Saundersilarus
- Saundersilarus saundersi

Genul Hydrocoloeus
- Hydrocoloeus minutus

Genul Rhodostethia
- Rhodostethia rosea – pescăruș roz

Genul Rissa
- Rissa tridactyla – pescăruș cu trei degete
- Rissa brevirostris

Genul Pagophila
- Pagophila eburnea – pescăruș alb

Genul Xema
- Xema sabini – pescăruș cu coada scobită

Genul Creagrus
- Creagrus furcatus

Genul Anous
- Anous stolidus
- Anous tenuirostris
- Anous minutus  – pescăruș mic
- Anous ceruleus
- Anous albivitta

Genul Gygis
- Gygis alba

Genul Rynchops
- Rynchops niger
- Rynchops flavirostris
- Rynchops albicollis

Genul Gelochelidon
- Gelochelidon nilotica – pescăriță râzătoare
- Gelochelidon macrotarsa

Genul Hydroprogne
- Hydroprogne caspia – pescăriță mare

Genul Thalasseus
- Thalasseus maximus – pescăriță regală
- Thalasseus bergii
- Thalasseus bengalensis – chiră bengaleză
- Thalasseus albididorsalis
- Thalasseus bernsteini
- Thalasseus sandvicensis – chiră de mare
- Thalasseus acuflavidus
- Thalasseus elegans

Genul Sternula
- Sternula albifrons  – chiră mică
- Sternula saundersi
- Sternula antillarum
- Sternula superciliaris
- Sternula lorata
- Sternula nereis
- Sternula balaenarum

Genul Onychoprion
- Onychoprion lunatus
- Onychoprion anaethetus – chiră neagră
- Onychoprion fuscatus – chiră cenușie
- Onychoprion aleuticus

Genul Sterna
- Sterna acuticauda
- Sterna aurantia
- Sterna dougallii – chiră roz
- Sterna forsteri – chira lui Forster
- Sterna hirundinacea
- Sterna hirundo – chiră de baltă
- Sterna paradisaea – chiră polară
- Sterna repressa – chiră cu obraz alb
- Sterna striata
- Sterna sumatrana
- Sterna trudeaui
- Sterna virgata
- Sterna vittata

Genul Chlidonias
- Chlidonias albostriatus
- Chlidonias hybrida – chirighiță cu oraz alb
- Chlidonias leucopterus – chirighiță cu aripi albe
- Chlidonias niger – chirighiță neagră

Genul Phaetusa
- Phaetusa simplex

Genul Larosterna 
- Larosterna inca